# Canton de Moréac
Le canton de Moréac est une circonscription électorale française du département du Morbihan créée par le décret du 21 février 2014 et entrée en vigueur lors des premières élections départementales suivant la publication du décret.

## Histoire
Un nouveau découpage territorial du Morbihan entre en vigueur à l'occasion des élections départementales de 2015. Il est défini par le décret du 21 février 2014, en application des lois du 17 mai 2013 (loi organique 2013-402 et loi 2013-403). Les conseillers départementaux sont, à compter de ces élections, élus au scrutin majoritaire binominal mixte. Les électeurs de chaque canton élisent au Conseil départemental, nouvelle appellation du Conseil général, deux membres de sexe différent, qui se présentent en binôme de candidats. Les conseillers départementaux sont élus pour 6 ans au scrutin binominal majoritaire à deux tours, l'accès au second tour nécessitant 12,5 % des inscrits au 1er tour. En outre la totalité des conseillers départementaux est renouvelée. Ce nouveau mode de scrutin nécessite un redécoupage des cantons dont le nombre est divisé par deux avec arrondi à l'unité impaire supérieure si ce nombre n'est pas entier impair, assorti de conditions de seuils minimaux. Dans le Morbihan, le nombre de cantons passe ainsi de 42 à 21.
Le nouveau canton de Moréac est formé de communes des anciens cantons de Saint-Jean-Brévelay (7 communes), de Malestroit (13 communes), de Locminé (1 commune), de Questembert (1 commune) et de Rochefort-en-Terre (2 communes). Avec ce redécoupage administratif, le territoire du canton s'affranchit des limites d'arrondissements, avec 8 communes incluses dans l'arrondissement de Pontivy et 16 dans celui de Vannes. Le bureau centralisateur est situé à Moréac.
Par arrêté du 24 décembre 2015, les communes de Le Roc-Saint-André, de Quily et de La Chapelle-Caro fusionnent le 1er janvier 2016 pour former la commune de Val d'Oust. Cependant, cette commune nouvelle est partagée entre les cantons de Moréac et Ploërmel en raison de l'appartenance de la commune déléguée de Quily à ce dernier. Le décret du 7 novembre 2019 entraîne le rattachement complet du territoire de la commune nouvelle du Val d'Oust au canton de Moréac.

## Représentation
| Période élective | Période élective | Mandat | Mandat   | Identité        | Nuance | Nuance | Qualité |
| ---------------- | ---------------- | ------ | -------- | --------------- | ------ | ------ | --- |
| 2015             | 2021             | 2015   | 2021     | Florence Prunet |        | DVG    | Formatrice en CFA Adjointe au maire du Roc-Saint-André puis maire de Val-d'Oust (depuis 2020)                                     |
| 2015             | 2021             | 2015   | 2021     | Guénaël Robin   |        | DVG    | Cadre technique Maire de Saint-Jean-Brévelay (depuis 2008) Ancien conseiller général du canton de Saint-Jean-Brévelay (2011-2015) |
| 2021             | 2028             | 2021   | en cours | Rozenn Guégan   |        | HOR    | Chargée de mission et assistante de direction Adjointe au maire de Sérent. Membre d'Horizons                                      |
| 2021             | 2028             | 2021   | en cours | Stéphane Hamon  |        | DVG    | Commerçant Maire de Plumelec (depuis 2014)                                                                                        |

### Résultats détaillés

#### Élections de mars 2015
À l'issue du 1er tour des élections départementales de 2015, deux binômes sont en ballottage : Florence Prunet et Guénaël Robin (DVG, 38,87 %) et Gaëlle Berthevas et Etienne Caignard (Union de la Droite, 30,03 %). Le taux de participation est de 54,47 % (13 810 votants sur 25 355 inscrits) contre 52,56 % au niveau départemental et 50,17 % au niveau national.
Au second tour, Florence Prunet et Guénaël Robin (DVG) sont élus avec 53,08 % des suffrages exprimés et un taux de participation de 52,74 % (6 599 voix pour 13 372 votants et 25 355 inscrits).

#### Élections de juin 2021
Le premier tour des élections départementales de 2021 est marqué par un très faible taux de participation (33,26 % au niveau national). Dans le canton de Moréac, ce taux de participation est de 34,44 % (9 142 votants sur 26 542 inscrits) contre 34,81 % au niveau départemental. À l'issue de ce premier tour, deux binômes sont en ballottage : Rozenn Guegan et Stephane Hamon (DVG, 49,03 %) et Christelle Marcy et Pascal Roselier (DVD, 31,57 %).
Le second tour des élections est marqué une nouvelle fois par une abstention massive équivalente au premier tour. Les taux de participation sont de 34,36 % au niveau national, 36 % dans le département et 34,9 % dans le canton de Moréac. Rozenn Guegan et Stephane Hamon (DVG) sont élus avec 61,93 % des suffrages exprimés (5 261 voix pour 9 267 votants et 26 552 inscrits),,.

## Composition
Lors du redécoupage de 2014, le canton de Moréac comprenait vingt-quatre communes entières.
À la suite de la création au 1er janvier 2016 de la commune nouvelle de Val d'Oust et au décret du 7 novembre 2019 la rattachant entièrement au canton de Moréac, le canton comprend désormais 23 communes entières.
| Nom                            | Code Insee | Intercommunalité                      | Superficie (km2) | Population (dernière pop. légale) | Densité (hab./km2) | Modifier                                    |
| ------------------------------ | ---------- | ------------------------------------- | ---------------- | --------------------------------- | ------------------ | ------------------------------------------- |
| Moréac (bureau centralisateur) | 56140      | CC Centre Morbihan Communauté         | 60,30            | 3 692 (2022)                      | 61                 | modifier les données · modifier les données |
| Bignan                         | 56017      | CC Centre Morbihan Communauté         | 45,84            | 2 750 (2022)                      | 60                 | modifier les données · modifier les données |
| Billio                         | 56019      | CC Centre Morbihan Communauté         | 12,03            | 324 (2022)                        | 27                 | modifier les données · modifier les données |
| Bohal                          | 56020      | CC De l'Oust à Brocéliande Communauté | 8,45             | 862 (2022)                        | 102                | modifier les données · modifier les données |
| Buléon                         | 56027      | CC Centre Morbihan Communauté         | 12,27            | 546 (2022)                        | 44                 | modifier les données · modifier les données |
| Caro                           | 56035      | CC De l'Oust à Brocéliande Communauté | 37,74            | 1 132 (2022)                      | 30                 | modifier les données · modifier les données |
| Guéhenno                       | 56071      | CC Centre Morbihan Communauté         | 23,33            | 804 (2022)                        | 34                 | modifier les données · modifier les données |
| Lizio                          | 56112      | CC De l'Oust à Brocéliande Communauté | 16,96            | 807 (2022)                        | 48                 | modifier les données · modifier les données |
| Malestroit                     | 56124      | CC De l'Oust à Brocéliande Communauté | 5,81             | 2 533 (2022)                      | 436                | modifier les données · modifier les données |
| Missiriac                      | 56133      | CC De l'Oust à Brocéliande Communauté | 13,47            | 1 192 (2022)                      | 88                 | modifier les données · modifier les données |
| Pleucadeuc                     | 56159      | CC De l'Oust à Brocéliande Communauté | 34,56            | 1 850 (2022)                      | 54                 | modifier les données · modifier les données |
| Plumelec                       | 56172      | CC Centre Morbihan Communauté         | 58,36            | 2 730 (2022)                      | 47                 | modifier les données · modifier les données |
| Ruffiac                        | 56200      | CC De l'Oust à Brocéliande Communauté | 36,47            | 1 396 (2022)                      | 38                 | modifier les données · modifier les données |
| Saint-Abraham                  | 56202      | CC De l'Oust à Brocéliande Communauté | 6,72             | 540 (2022)                        | 80                 | modifier les données · modifier les données |
| Saint-Allouestre               | 56204      | CC Centre Morbihan Communauté         | 16,48            | 651 (2022)                        | 40                 | modifier les données · modifier les données |
| Saint-Congard                  | 56211      | CC De l'Oust à Brocéliande Communauté | 21,87            | 806 (2022)                        | 37                 | modifier les données · modifier les données |
| Saint-Guyomard                 | 56219      | CC De l'Oust à Brocéliande Communauté | 19,66            | 1 446 (2022)                      | 74                 | modifier les données · modifier les données |
| Saint-Jean-Brévelay            | 56222      | CC Centre Morbihan Communauté         | 41,83            | 2 860 (2022)                      | 68                 | modifier les données · modifier les données |
| Saint-Laurent-sur-Oust         | 56224      | CC De l'Oust à Brocéliande Communauté | 3,88             | 394 (2022)                        | 102                | modifier les données · modifier les données |
| Saint-Marcel                   | 56228      | CC De l'Oust à Brocéliande Communauté | 12,81            | 1 129 (2022)                      | 88                 | modifier les données · modifier les données |
| Saint-Nicolas-du-Tertre        | 56230      | CC De l'Oust à Brocéliande Communauté | 12,93            | 455 (2022)                        | 35                 | modifier les données · modifier les données |
| Sérent                         | 56244      | CC De l'Oust à Brocéliande Communauté | 59,67            | 3 386 (2022)                      | 57                 | modifier les données · modifier les données |
| Val d'Oust                     | 56197      | CC Ploërmel Communauté                | 31,81            | 2 808 (2022)                      | 88                 | modifier les données · modifier les données |
| Canton de Moréac               | 5610       |                                       | 593,25           | 35 093 (2022)                     | 59                 | modifier les données                        |

## Démographie
En 2022, le canton comptait 35 093 habitants, en évolution de +4,04 % par rapport à 2016 (Morbihan : +3,82 %, France hors Mayotte : +2,11 %).
| 2013   | 2018   | 2022   |
| ------ | ------ | ------ |
| 33 603 | 34 259 | 35 093 |